# Atletismo nos Jogos Pan-Americanos de 1983 - 3000 m feminino
A prova dos 3000 m feminino nos Jogos Pan-Americanos de 1983 foi realizada em Havana, Cuba.

## Medalhistas
| Ouro                           | Prata                          | Bronze                     |
| Joan Benoit USA Estados Unidos | Brenda Webb USA Estados Unidos | Mónica Regonessi CHI Chile |

## Resultados
| Posição           | Nome             | Nacionalidade      | Tempo    | Notas |
| ----------------- | ---------------- | ------------------ | -------- | ----- |
| Medalha de ouro   | Joan Benoit      | USA Estados Unidos | 9:14.19  |       |
| Medalha de prata  | Brenda Webb      | USA Estados Unidos | 9:28.89  |       |
| Medalha de bronze | Mónica Regonessi | CHI Chile          | 9:41.87  |       |
| 4                 | Fabiola Rueda    | COL Colômbia       | 9:47.59  |       |
| 5                 | Ruth Jaime       | PER Peru           | 9:58.85  |       |
| 6                 | Marisela Rivero  | VEN Venezuela      | 10:05.73 |       |
| 7                 | Norma Franco     | ESA El Salvador    | 10:12.08 |       |